# Żandarmeria wojskowa

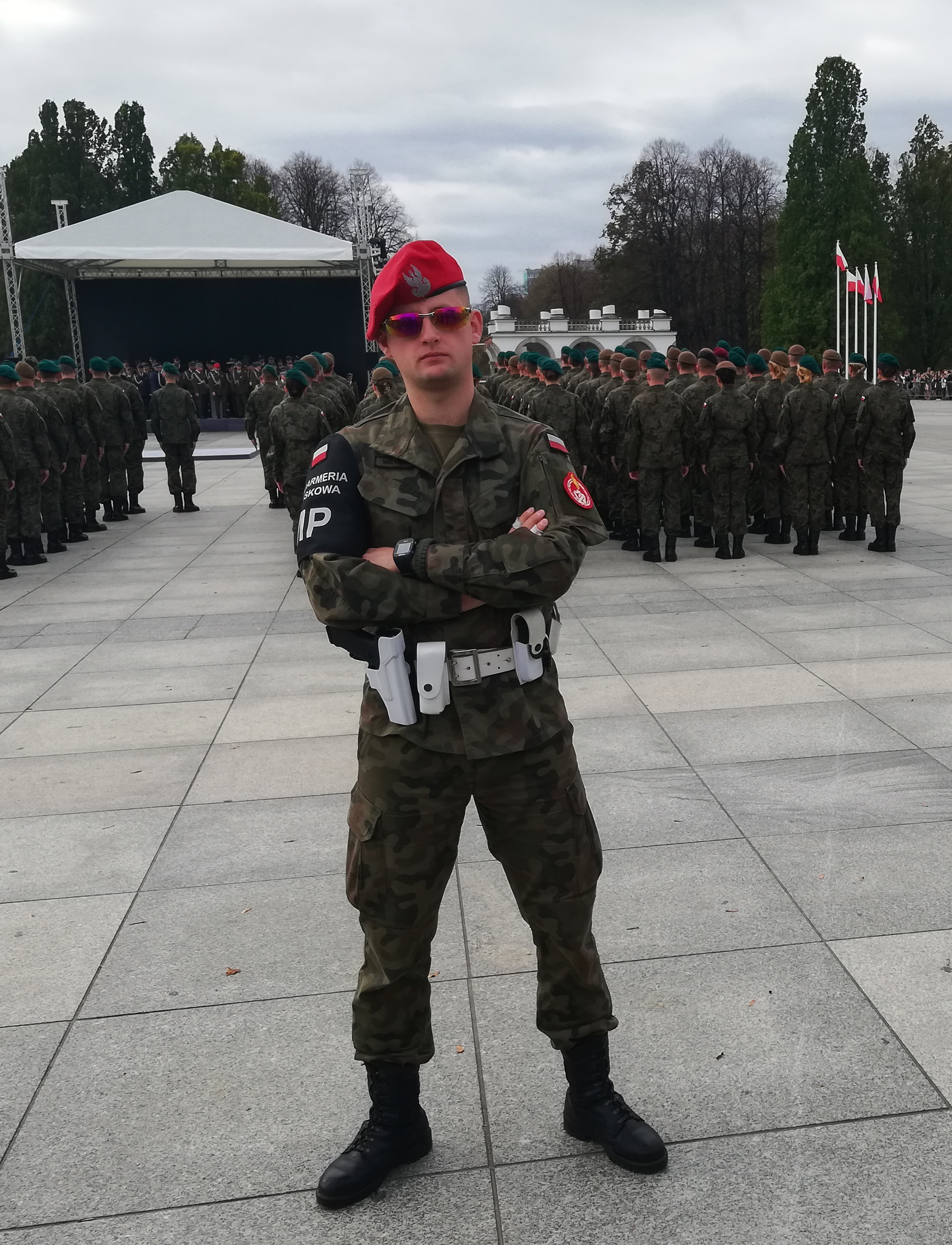
Żołnierz polskiej Żandarmerii Wojskowej

Żandarmeria wojskowa – rodzaj służby wojskowej pełniącej funkcje analogiczne do policji wewnątrz  sił zbrojnych.

## Charakterystyka
Jednostki żandarmerii wojskowej organizowane są w wielu armiach świata do utrzymania porządku i dyscypliny oraz do zwalczania i zapobiegania przestępstwom. Do zadań żandarmerii zalicza się przede wszystkim: 
- prowadzenie śledztw i dochodzeń w sprawach karnych
- ściganie, zatrzymywanie i konwojowanie osób podejrzanych o dokonywanie przestępstw (np. dezerterów)
- organizacja punktów zbiórki, przesłuchiwanie i ewakuacja jeńców
- regulowanie wojskowego ruchu drogowego

W wielu armiach żandarmeria prowadzi ścisłą współpracę z kontrwywiadem, wykonując również część jego zadań. Jednostki żandarmerii organizowane są najczęściej w pododdziały (plutony, kompanie, bataliony).

## Przykłady formacji żandarmerii

### Współczesne
- Europejskie Siły Żandarmerii (ang. European Gendarmerie Force) międzynarodowa organizacja Unii Europejskiej
- Karabinierzy (wł. Carabinieri) we Włoszech, będący także policją ogólnopaństwową
- Korpus Policji Wojskowej (ang. Military Police Corps) w Armii Stanów Zjednoczonych
- Królewska Policja Wojskowa (ang. Royal Military Police) w Brytyjskich Siłach Zbrojnych od 1885 r.
- Policja Wojskowa Kanadyjskich Sił Zbrojnych (ang. Canadian Forces Military Police)
- Królewski Australijski Korpus Policji Wojskowej (ang. Royal Australian Corps of Military Police)
- Strzelcy Polowi (niem. Feldjäger) w RFN, od 1955 r.,
- Policja Wojskowa Łotewskich Sił Zbrojnych (łot. Militārā policija) w Łotewskich Siłach Zbrojnych
- Żandarmeria Wojskowa w latach 1919–1945 w Wojsku Polskim II Rzeczypospolitej i Polskich Siłach Zbrojnych na Zachodzie, od 1990 w Siłach Zbrojnych Rzeczypospolitej Polskiej
- Żandarmeria Wojskowa Parany w Brazylii, od 1854
- Francuska Żandarmeria Narodowa

### Historyczne
- Żandarmeria Polowa (niem. Feldgendarmerie) w Niemczech, w latach 1866–1945
- Kempeitai i Tokkeitai w Japonii, w latach 1881–1945
- Wijśkowa Polowa Żandarmerija w Ukraińskiej Powstańczej Armii
- Wojskowa Służba Wewnętrzna w Siłach Zbrojnych Polskiej Rzeczypospolitej Ludowej w latach 1957–1990